# Coptophyllum nicobaricum
Coptophyllum nicobaricum är en måreväxtart som först beskrevs av Nambiyath Puthansurayil Balakrishnan, och fick sitt nu gällande namn av Debendra Bijoy Deb och Rout. Coptophyllum nicobaricum ingår i släktet Coptophyllum och familjen måreväxter.
Artens utbredningsområde är Nicobarerna. Inga underarter finns listade i Catalogue of Life.